# (3826) Handel
(3826) Handel (1973 UV5) – planetoida z pasa głównego asteroid okrążająca Słońce w ciągu 3 lat i 129 dni w średniej odległości 2,24 j.a. Odkrył ją Freimut Börngen 27 października 1973 roku.